# Olympische Zomerspelen 1968

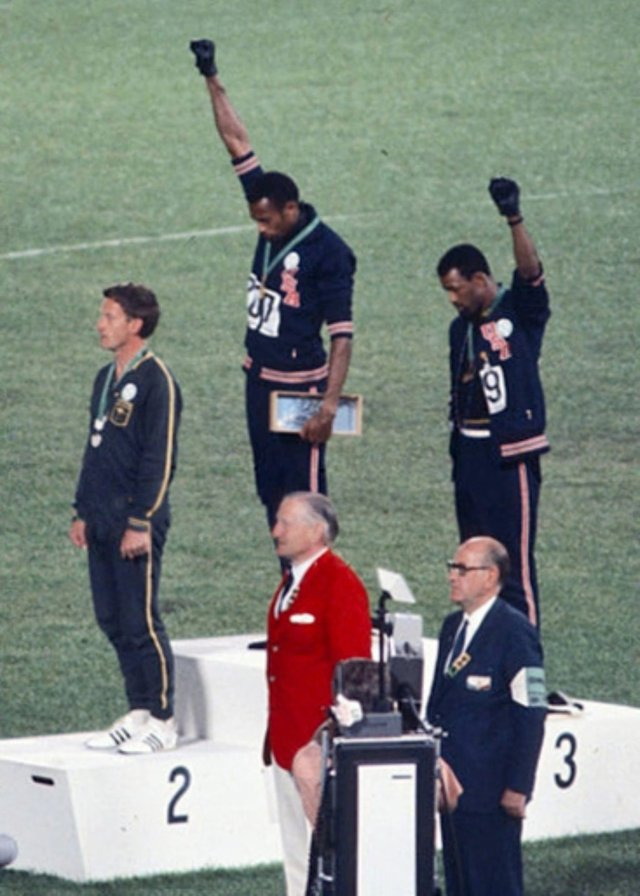
Gouden medaillewinnaar Tommie Smith (midden) en bronzen medaillewinnaar John Carlos (rechts) met opgeheven vuist op het podium na de 200 m race op de Olympische Zomerspelen 1968; beide dragen badges van het Olympische Project voor Mensenrechten. Peter Norman (zilveren medaillewinnaar, links) uit Australië draagt ook een badge uit solidariteit met Smith en Carlos.

De Olympische Zomerspelen van de XIXe Olympiade werden in 1968 gehouden in Mexico-Stad, Mexico. Naast Mexico-Stad hadden ook Detroit, Buenos Aires en Lyon een poging gedaan om de Spelen te mogen organiseren.
De beslissing van het Internationaal Olympisch Comité in 1963 tijdens zijn congres in Baden-Baden om de Spelen aan Mexico-Stad toe te wijzen zorgde voor heel wat tumult in de sportwereld. Vele medici en trainers vreesden dat de hooggelegen ligging van de stad weleens voor drama's zouden kunnen zorgen. Onni Niskanen, de Zweedse trainer van Abebe Bikila, beweerde zelfs dat er doden zouden vallen. Ten gevolge van deze beslissing bogen vele wetenschappers zich in de jaren voor de Spelen over het probleem van sportinspanningen op grote hoogte. Men kwam tot de conclusie dat disciplines waarin uithouding van belang was, niet gewoon zouden kunnen verlopen door zuurstofgebrek. Sprinters daarentegen zouden baat hebben bij de kleinere luchtweerstand. Men stelde voor om de atleten lange aanpassingsstages te laten doorlopen. Uiteindelijk verliepen de Spelen zonder medische calamiteiten.
1968 was het jaar van de studentenrevolte, en dat was ook het geval in Mexico. Voor het begin van de Spelen vonden er in Mexico studentenopstanden plaats, om op die manier wereldwijde aandacht te krijgen voor het repressieve klimaat in Mexico. De regering sloeg deze opstanden hardhandig neer, wat onder andere leidde tot het Bloedbad van Tlatelolco. Verder was er nog een ander probleem dat de Spelen verstoorde. De zwarte Amerikaanse atleten brachten in het olympisch dorp een protestbeweging op gang tegen de rassendiscriminatie waarvan zij in hun land het slachtoffer waren. Ze droegen allen een insigne waarop stond 'Olympic Project for Human Rights'. Een hieraan gerelateerd incident vond plaats tijdens de medailleceremonie na de 200 meter. Tommie Smith en John Carlos, respectievelijk eerste en derde, staken tijdens het volkslied een gehandschoende vuist in de lucht terwijl ze met gebogen hoofd stonden: 'Black Power' op de Spelen. Dit voorval werd het tweetal niet in dank afgenomen en ze werden uit het olympisch dorp gezet.

## Hoogtepunten
- Voor het eerst mocht een vrouwelijke atleet het olympisch vuur aansteken.
- De ijle lucht, vanwege de grote hoogte waarop Mexico is gelegen (2700 m), zorgde voor veel problemen voor duursporters uit laaggelegen landen. Afrikaanse lopers wisten hiervan te profiteren en wonnen de Kenianen Kipchoge Keino (1500 meter), Naftali Temu (10.000 meter) en Amos Biwott (3000 meter steeplechase).
- De sprinters profiteerden ook van de ideale omstandigheden. Het was dan ook niet verbazend dat vele records sneuvelden. Jim Hines won de 100 m in 9.95; Tommie Smith de 200 m in 19.83; Lee Evans de 400 m in 43.86; Dave Hemery de 400 m horden in 48.1.
- Voor het eerst namen de atleten van Oost- en West-Duitsland deel aan de Spelen in aparte teams, waarbij hun uitslagen ook niet meer gezamenlijk werden opgenomen. Vanaf de spelen van 1956 hadden ze deelgenomen in een gezamenlijk team.
- De Amerikaanse discuswerper Al Oerter wist als tweede atleet in de olympische geschiedenis vier achtereenvolgende gouden medailles te winnen op een individueel onderdeel.
- Bob Beamon kwam bij het verspringen tot 8,90 meter: een verbetering van 55 cm van het bestaande wereldrecord. De sprong sloeg de officials met verbazing. Om helemaal zeker te zijn controleerden ze de uitslag gegeven door het elektronisch meettoestel nog eens manueel met de decameter. Het record van Beamon hield stand tot 1991, toen Mike Powell 8,95 m sprong.
- Bij het hink-stap-springen werd het oude record vijfmaal gebroken door drie verschillende atleten. Uiteindelijk won de Sovjet Viktor Sanjejev met 17 meter 39.
- De Amerikaan Dick Fosbury won met zijn spectaculaire "Fosburyflop" het hoogspringen en luidde daarmee een nieuw tijdperk in voor deze sport.
- Het invoeren van dopingtests leidde tot de eerste diskwalificaties: de Zweedse vijfkamper Hans-Gunnar Liljenwall bleek bij een dopingtest alcohol te hebben gebruikt en zorgde daarmee voor de diskwalificatie van de Zweedse ploeg.
- Voor het Mexicaanse publiek was de grote vedette de Tsjecho-Slowaakse turnster Věra Čáslavská. Zij was al olympisch kampioene geworden tijdens de Spelen in Tokio vier jaar eerder en overtrof zichzelf op deze Spelen. Ze werd all-roundkampioene en, op de evenwichtsbalk na, won ze goud op alle toestellen. Enkele dagen later trouwde ze in de kathedraal van Mexico met haar landgenoot Josef Odlozil, winnaar van het zilver op de 1500 meter in Tokio vier jaar eerder.
- De Amerikaanse zwemster Debbie Meyer was de eerste zwemster die drie individuele gouden medailles won op de 200, 400 en de 800 m vrije slag.

## Sporten
Tijdens deze Spelen werd er gesport in 20 disciplines binnen 18 sporten.

### Mutaties
| Sport       | Nieuw | Verdwenen (t.o.v. 1964)                                         | Opmerkingen |
| ----------- | --- | --------------------------------------------------------------- | ----------- |
| boksen      | lichtvlieggewicht (m) |                                                                 |             |
| judo        | | lichtgewicht (m) middengewicht zwaargewicht (m) open klasse (m) |             |
| schietsport | Skeet |                                                                 |             |
| zwemmen     | 200m vrije slag (m) 800m vrije slag 200m rugslag (m) 100m schoolslag (m) 100m vlinderslag 200m wisselslag 200m vrije slag (m) 100m rugslag (m) 100m schoolslag (m) 200m vlinderslag 200m wisselslag |                                                                 |             |
|             | +13 | -4                                                              | +9          |

## Deelnemende landen

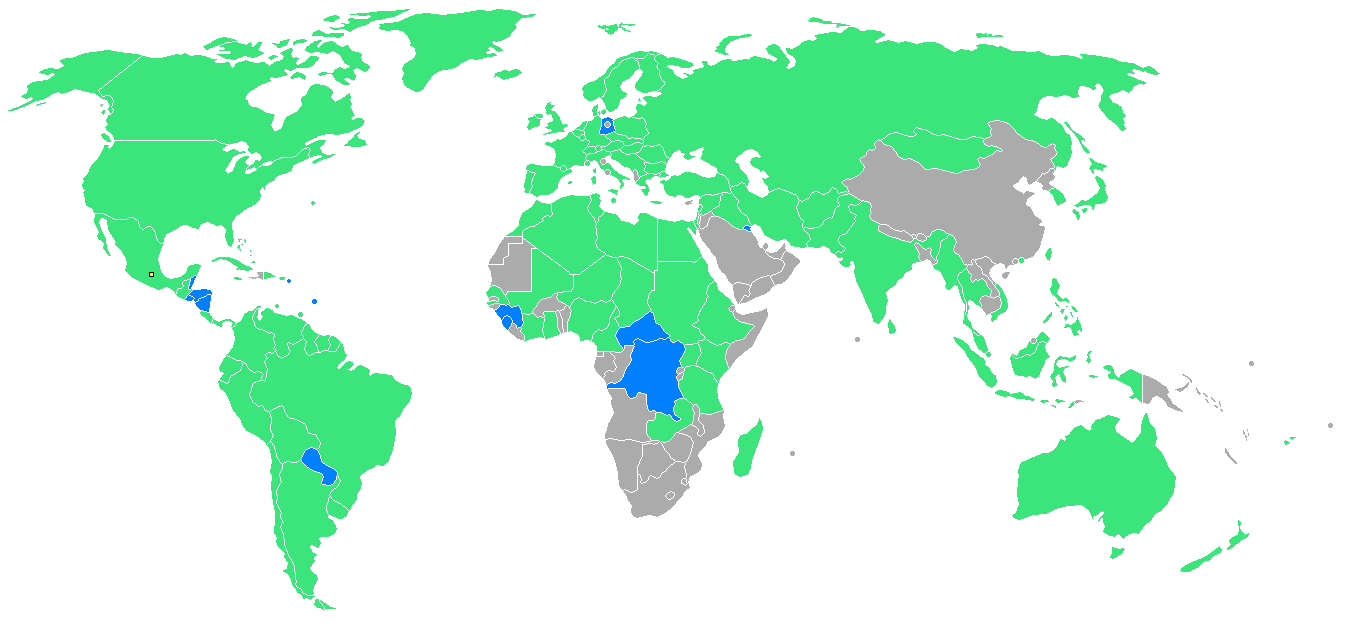

Er namen 112 landen deel aan deze Spelen. Dertien landen maakten hun debuut: Amerikaanse Maagdeneilanden, Barbados, Brits-Honduras, Centraal-Afrikaanse Republiek, Congo-Kinshasa, de DDR, El Salvador, Guinee, Honduras, Koeweit, Nicaragua, Paraguay en Sierra Leone. Zambia nam voor het eerst onder deze naam deel, in 1964 nam het deel als Noord-Rhodesië. Van 1956-1964 namen atleten uit de DDR deel in een Duits Eenheidsteam.

### Belgische prestaties
- Gaston Roelants kon door een knieblessure zijn titel op de 3000 m steeple niet verdedigen. De Keniaan Amos Biwot volgde hem op als olympisch kampioen.
- Zilver was er voor de gewichtheffer Serge Reding in de klasse van de zwaargewichten (+ 90 kg).
- Brons was er voor de tandemspecialisten Daniël Goens en Robert Van Lancker in het wielrennen.

Medailles
| Medaille   | Winnaar                           | Onderdeel                             |
| ---------- | --------------------------------- | ------------------------------------- |
| Zilver (1) | Serge Reding                      | gewichtheffen, zwaargewicht (+ 90 kg) |
| Brons (1)  | Daniël Goens / Robert Van Lancker | wielrennen, tandemwedstrijd (2000 m)  |

### Nederlandse prestaties
- Nederland weet driemaal goud te winnen.
- Bij het zwemmen wint Ada Kok de 200 meter vlinderslag.
- De herenploeg (Joop Zoetemelk, Fedor den Hertog, Jan Krekels en René Pijnen) weet bij het wielrennen de 100 kilometer ploegentijdrit te winnen. Leijn Loevesijn en Jan Jansen winnen zilver op de tandem.
- Roeier Jan Wienese weet het skiffen te winnen. Het mannendubbel twee met stuurman bemachtigt het zilver.
- Atlete Mia Gommers wint een bronzen medaille op de 800 meter.
- Naast deze successen is er ook een aantal schandalen, zo wordt een van de soigneurs van de wielerploeg naar huis gestuurd nadat hij een aantal van de atleten injecties had gegeven, iets wat hem nadrukkelijk verboden was.
- De bokser Henko Baars was al in Mexico toen hij te horen kreeg dat hij vanwege zijn gezondheidstoestand niet aan de Spelen kon deelnemen.
- Verder moest ook de atlete Lia Louer-Hinten zich van de Spelen terugtrekken. Tot haar eigen verrassing bleek dat zij een aantal maanden in verwachting was.

Medailles
| Medaille   | Winnaar           | Onderdeel                  |
| ---------- | ----------------- | -------------------------- |
| Goud (3)   | Heren wielerploeg | wielrennen, ploegentijdrit |
| Goud (3)   | Ada Kok           | zwemmen, 200m vlinderslag  |
| Goud (3)   | Henri Jan Wienese | roeien, skiff              |
| Zilver (3) | Droog/Van Dis     | roeien, dubbel-twee        |
| Zilver (3) | Jansen/Loevesijn  | wielrennen, tandem         |
| Zilver (3) | Twee met stuurman | roeien                     |
| Brons (1)  | Maria Gommers     | atletiek, 800m             |

### Nederlands-Antilliaanse prestaties
Bij hun vierde deelname werden de Nederlandse Antillen vertegenwoordigt door vijf sporters in twee sporten. Aan het gewichtheffen namen twee mannen deel welke op de 16e en 17e plaats eindigden in hun gewichtsklasse. De drie deelnemers bij het schermen kwam niet verder dan de eerste ronde.

### Surinaamse prestaties
Eddy Monsels had de eer om op deze editie als eerste Surinamer op de Spelen in actie te komen. In 1960 was Wim Esajas, de enige ingeschreven Surinaamse deelnemer dat jaar, door een fout van een Surinaamse official niet aan de start verschenen van zijn eerste ronde 800 meter hardlopen. Atleet Monsels kwam uit op de 100 meter waarin hij in de tweede ronde werd uitgeschakeld.

## Medaillespiegel
Er werden 527 medailles uitgereikt. Het IOC stelt officieel geen medailleklassement op, maar geeft desondanks een medailletabel ter informatie. In het klassement wordt eerst gekeken naar het aantal gouden medailles, vervolgens de zilveren medailles en tot slot de bronzen medailles.
In de volgende tabel staat de top-10 en het Belgische en Nederlandse resultaat. Het grootste aantal medailles in elke categorie is vetgedrukt.
Zie de medaillespiegel van de Olympische Zomerspelen 1968 voor de volledige weergave.
| Plaats | Land                     | NOC | Goud | Zilver | Brons | Totaal |
| ------ | ------------------------ | --- | ---- | ------ | ----- | ------ |
| 1      | Verenigde Staten         | USA | 45   | 28     | 34    | 107    |
| 2      | Sovjet-Unie              | URS | 29   | 32     | 30    | 91     |
| 3      | Japan                    | JPN | 11   | 7      | 7     | 25     |
| 4      | Hongarije                | HUN | 10   | 10     | 12    | 32     |
| 5      | DDR                      | GDR | 9    | 9      | 7     | 25     |
| 6      | Frankrijk                | FRA | 7    | 3      | 5     | 15     |
| 7      | Tsjecho-Slowakije        | TCH | 7    | 2      | 4     | 13     |
| 8      | Bondsrepubliek Duitsland | FRG | 5    | 11     | 10    | 26     |
| 9      | Australië                | AUS | 5    | 7      | 5     | 17     |
| 10     | Groot-Brittannië         | GBR | 5    | 5      | 3     | 13     |
|        |                          |     |      |        |       |        |
| 17     | Nederland                | NED | 3    | 3      | 1     | 7      |
| 36     | België                   | BEL | 0    | 1      | 1     | 2      |

Atletiek · Basketbal · Boksen · Gewichtheffen · Hockey · Kanovaren · Moderne vijfkamp · Paardensport · Pelota (demonstratie) · Roeien · Schermen · Schietsport · Schoonspringen · Tennis (demonstratie) · Turnen · Voetbal · Volleybal · Waterpolo · Wielersport · Worstelen · Zeilen · Zwemmen
Afghanistan · Algerije · Amerikaanse Maagdeneilanden · Argentinië · Australië · Bahama's · Barbados · België · Bermuda · Birma · Bolivia · Bondsrepubliek Duitsland · Brazilië · Brits-Honduras · Bulgarije · Canada · Centraal-Afrikaanse Republiek · Ceylon · Chili · Colombia · Congo-Kinshasa · Costa Rica · Cuba · Denemarken · Dominicaanse Republiek · Duitse Democratische Republiek · Ecuador · El Salvador · Ethiopië · Fiji · Filipijnen · Finland · Frankrijk · Ghana · Griekenland · Groot-Brittannië · Guatemala · Guinee · Guyana · Honduras · Hongarije · Hongkong · Ierland · IJsland · India · Indonesië · Irak · Iran · Israël · Italië · Ivoorkust · Jamaica · Japan · Joegoslavië · Kameroen · Kenia · Koeweit · Libanon · Libië · Liechtenstein · Luxemburg · Madagaskar · Maleisië · Mali · Malta · Marokko · Mexico · Monaco · Mongolië · Nederland · Nederlandse Antillen · Nicaragua · Nieuw-Zeeland · Niger · Nigeria · Noorwegen · Oeganda · Oostenrijk · Pakistan · Panama · Paraguay · Peru · Polen · Portugal · Puerto Rico · Roemenië · San Marino · Senegal · Sierra Leone · Singapore · Soedan · Sovjet-Unie · Spanje · Suriname · Syrië · Taiwan · Tanzania · Thailand · Trinidad en Tobago · Tunesië · Turkije · Tsjaad · Tsjecho-Slowakije · Uruguay · Venezuela · Verenigde Arabische Republiek · Verenigde Staten · Vietnam · Zambia · Zuid-Korea · Zweden · Zwitserland
Olympische Zomerspelen
Olympische Winterspelen
Gerelateerd
Olympische Jeugdspelen · Paralympische Spelen · Deaflympische Spelen · Special Olympic World Games
IOC · COA · BOIC · NOC*NSF · NAOC · SOC
- Gemeinsame Normdatei: 2021035-8
- Library of Congress Control Number: n83030545
- Nationale Bibliotheek van Tsjechië: kn20060516005
- Nationale Bibliotheek van Israël: 987007378149705171
- Virtual International Authority File: 261721843